# بلنسية (دائرة فرنسية)
بلنسية أو فَلَنس أو فالانس (بالفرنسية: Arrondissement de Valence)‏ هي دائرة إدارية فرنسية، في فرنسا، تقع في دروم، بلغ عدد سكانها 291,499  نسمة وذلك حسب إحصائيات سنة 2015، عاصمتها بلنسية، تبلغ مساحتها 2,521 كيلومتر مربع.

## التقسيمات الإدارية
- Canton of Bourg-de-Péage [الإنجليزية]‏
- canton of Chabeuil  [لغات أخرى]‏
- canton of Le Grand-Serre  [لغات أخرى]‏
- Canton of Loriol-sur-Drôme [الإنجليزية]‏
- canton of Romans-sur-Isère-1  [لغات أخرى]‏
- canton of Saint-Donat-sur-l'Herbasse  [لغات أخرى]‏
- canton of Saint-Jean-en-Royans  [لغات أخرى]‏
- Canton of Saint-Vallier, Drôme [الإنجليزية]‏
- Canton of Tain-l'Hermitage [الإنجليزية]‏
- Canton of Valence-1 [الإنجليزية]‏
- Canton of Valence-2 [الإنجليزية]‏
- Canton of Valence-3 [الإنجليزية]‏
- canton of Bourg-lès-Valence  [لغات أخرى]‏
- canton of Portes-lès-Valence  [لغات أخرى]‏
- canton of Romans-sur-Isère-2  [لغات أخرى]‏
- Canton of Valence-4 [الإنجليزية]‏
- فالانس.